# Vie humaine
Pour des articles plus généraux, voir Vie et Homo sapiens.
L'expression vie humaine se rapporte à la vie de  l'être humain, plus particulièrement de l'actuel Homo sapiens.

## Vie quotidienne
La notion de vie quotidienne (ou de quotidien, de vie de tous les jours ou encore de vie courante)  est caractérisée par des habitudes humaines répétitives de travail et de déplacements, tels que la consommation (faire les courses, manger et boire), les loisirs, les soins personnels, les activités sociales et culturelles, les visites chez le médecin ou le sommeil. Le contact imprévu et détendu dans le cercle des voisins, des collègues et des amis est considéré comme faisant partie de la vie quotidienne.
Il s'agit d'un aspect fondamental de l'activité des êtres humains : la façon dont les gens agissent, sentent et pensent, d'une manière générale, chaque « jour », ou durant un cycle de 24 heures.
La vie quotidienne est vue, entre autres, comme un contraste avec la période des vacances. Elle varie en fonction des époques, des lieux, des cultures et des milieux sociaux (niveau de vie).

## Condition humaine
La condition humaine est définie comme « les caractéristiques, événements majeurs et situations qui composent l'essentiel de l'existence humaine, tels que la naissance, la croissance, l'aptitude à ressentir des émotions ou à former des aspirations, le conflit, la mortalité ». 
Il s'agit d'une question très vaste, qui a été et continue d'être l'objet de réflexions et d'analyses dans un grand nombre de domaines : anthropologique, artistique, biologique, littéraire, historique, philosophique, psychologique, religieux, sociologique, pour citer les principaux.

### Ouvrages
- Antoine Deparcieux, Essai sur les probabilités de la durée de la vie humaine: d'où l'on déduit la manière de déterminer les rentes viagères, tant simples qu'en tontines ... [Addition à l'Essai sur les probabilités de la durée de la vie humaine ...], Guérin frères, 1746 (lire en ligne)
- Bernard Baertschi, La Valeur de la vie humaine et l'intégrité de la personne, Presses universitaires de France (réédition numérique FeniXX), 1er janvier 1995 (ISBN 978-2-13-068038-3, lire en ligne)
- Jean-Marc Rohrbasser et Jacques Véron, Leibniz et les raisonnements sur la vie humaine, INED, 2001 (ISBN 978-2-7332-1022-2, lire en ligne)

### Articles
- Georges Dionne et Martin Lebeau, « Le calcul de la valeur statistique d’une vie humaine », L'Actualité économique, vol. 86, no 4,‎ 2010, p. 487–530 (ISSN 0001-771X et 1710-3991, DOI 10.7202/1005680ar, lire en ligne, consulté le 9 janvier 2025)
- Luc Baumstark, Marie-Odile Carrère et Lise Rochaix, « Mesures de la valeur de la vie humaine:Usages et enjeux comparés dans les secteurs de la santé et des transports », Les Tribunes de la santé, vol. 21, no 4,‎ 2008, p. 41–55 (ISSN 1765-8888, DOI 10.3917/seve.021.0041, lire en ligne, consulté le 9 janvier 2025)
- Nicolas N. Treich, « La valeur de la vie humaine en économie », Futuribles, vol. 404,‎ 2015 (lire en ligne, consulté le 9 janvier 2025)
- Jean Charles Chenu, De la mortalité dans l'armée et des moyens d'économiser la vie humaine: extraits des statistiques médico-chirurgicales des campagnes de Crimée en 1854-1856 et d'Italie en 1859, Hachette, 1870 (lire en ligne)
- Tristan Landry, La valeur de la vie humaine en Russie (1836-1936), Presses de l'Université Laval, 26 avril 2001 (ISBN 978-2-7637-1336-6, DOI 10.1515/9782763713366/html, lire en ligne)
- Dimitrios Tsarapatsanis, Les fondements éthiques des discours juridiques sur le statut de la vie humaine anténatale, Presses universitaires de Paris Nanterre, 18 décembre 2014 (ISBN 978-2-8218-5094-1, lire en ligne)
- Monique Canto-Sperber, L'inquiétude Morale Et la Vie Humaine, Presses Universitaires de France - PUF, 2001 (lire en ligne)
- Michel Chevalier, « La vie humaine dans les Pyrénées ariégeoises », L'Information Géographique, vol. 18, no 2,‎ 1954, p. 77–78 (lire en ligne, consulté le 9 janvier 2025)